# Alix (Alberta)
Alix es un pueblo canadiense situado en la provincia de Alberta.

## Superficie
Alix tiene una superficie de 3,11 km².

## Demografía
En 2021, tenía 774 habitantes, una densidad poblacional de 248,9 hab./km², y 385 viviendas.